# Джуравець Роман Романович
Рома́н Рома́нович Джуравець (11 квітня 1993—2 лютого 2023) — головний сержант Збройних сил України, учасник російсько-української війни.

## Життєпис
Народився 11 квітня 1993 року у селі Стецева, Івано-Франківська область. Закінчив середню школу. Успішно вступив і навчався на факультеті історії, політології Чернівецького національного університету — здобув фах історика. Займався панкратіоном, брав участь в обласних і всеукраїнських змаганнях.
2013 року пішов на службу в ЗСУ за контрактом, захищати Україну від росіян почав у 2014 році.
2 лютого 2023 року під час російсько-української війни загинув при виконанні бойового завдання в районі міста Бахмут.
Без Романа лишились батьки та бабуся.

## Нагороди
- Орден Богдана Хмельницького ІІІ ступеня (3 липня 2015) — за особисту мужність і високий професіоналізм, виявлені у захисті державного суверенітету та територіальної цілісності України, вірність військовій присязі[1]
- Орден «За мужність» ІІІ ступеня (27 листопада 2014) — за особисту мужність і героїзм, виявлені у захисті державного суверенітету та територіальної цілісності України[2]
- Орден «За мужність» ІІ ступеня (28 липня 2023) — за особисту мужність і героїзм, виявлені у захисті державного суверенітету та територіальної цілісності України[3]